# Leichtathletik-Weltmeisterschaften 2013/Teilnehmer (Saudi-Arabien)
| Gelbes Symbol für Goldmedaillen mit stilisierten Olympischen Ringen | Graues Symbol für Silbermedaillen mit stilisierten Olympischen Ringen | Braundes Symbol für Bronzemedaillen mit stilisierten Olympischen Ringen |
| ------------------------------------------------------------------- | --------------------------------------------------------------------- | ----------------------------------------------------------------------- |
| —                                                                   | —                                                                     | —                                                                       |

Der Leichtathletik-Verband aus Saudi-Arabien stellte elf Teilnehmer bei den Leichtathletik-Weltmeisterschaften 2013 in der russischen Hauptstadt Moskau.

## Ergebnisse

### Männer

#### Laufdisziplinen
| Athlet | Disziplin | Vorlauf     | Vorlauf | Halbfinale         | Halbfinale         | Finale             | Finale             |
| Athlet | Disziplin | Zeit        | Platz   | Zeit               | Platz              | Zeit               | Platz              |
| --- | --------- | ----------- | ------- | ------------------ | ------------------ | ------------------ | ------------------ |
| Youssef Masrahi | 400 m     | 45,39 s     | 12      | 44,61 s NR         | 2                  | 44,97 s            | 6                  |
| Abdulaziz Ladan Mohammed                                                                                                | 800 m     | 1:45,94 min | 5       | 1:44,10 min PB     | 2                  | 1:46,57 min        | 8                  |
| Emad Hamed Nour | 1500 m    | 3:41,68 min | 29      | nicht qualifiziert | nicht qualifiziert | nicht qualifiziert | nicht qualifiziert |
| Ismail al-Sabiani Youssef Masrahi Mohammed Ali al-Bishi Mohammed al-Salhi Fahhad Mohammed al-Subaie Bandar Atiyah Kaabi | 4 × 400 m | 3:04,55 min | 20      |                    |                    | nicht qualifiziert | nicht qualifiziert |

#### Sprung/Wurf
| Athlet                    | Disziplin   | Qualifikation | Qualifikation | Finale             | Finale             |
| Athlet                    | Disziplin   | Weite         | Platz         | Weite              | Platz              |
| ------------------------- | ----------- | ------------- | ------------- | ------------------ | ------------------ |
| Sultan Al-Hebshi          | Kugelstoßen | 19,22 m       | 18            | nicht qualifiziert | nicht qualifiziert |
| Sultan Mubarak al-Dawoodi | Diskuswurf  | 55,94 m       | 30            | nicht qualifiziert | nicht qualifiziert |